# Villa Simon

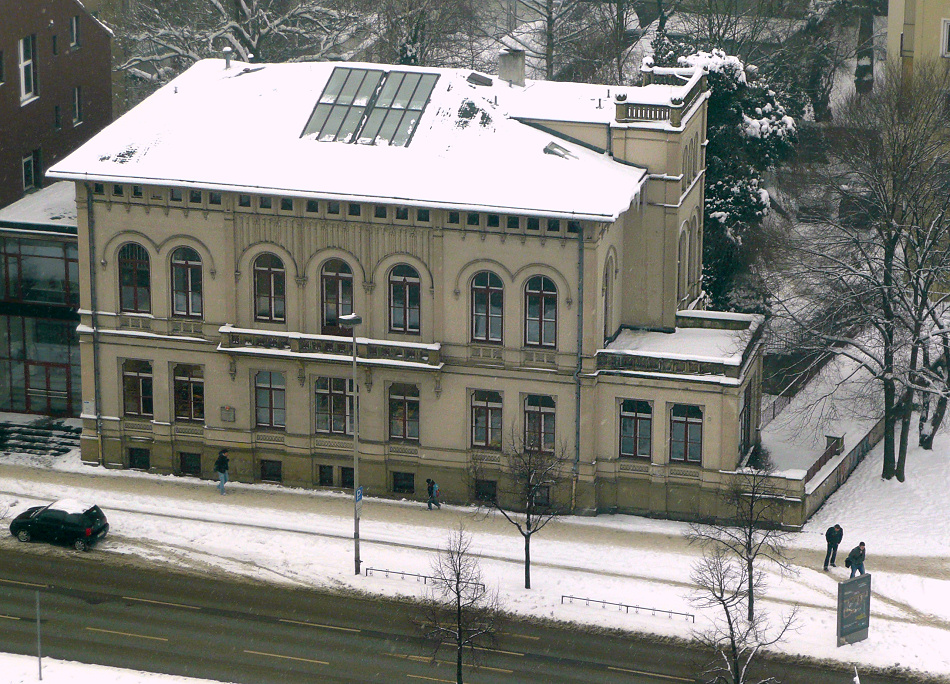
Villa Simon

Die Villa Simon ist ein Gebäude in Hannover am Königsworther Platz im Stadtteil Calenberger Neustadt gelegen. Es wurde 1858–1860 als Wohnsitz von Eduard Simon, einem Rechtsanwalt jüdischer Herkunft, errichtet. In die im Stil der Neorenaissance errichtete Villa wurden während des Zweiten Weltkriegs jüdische Familien zwangseingewiesen. Das Gebäude überstand die Luftangriffe auf Hannover während des Krieges unbeschädigt. Heute sind hier Einrichtungen der Gottfried Wilhelm Leibniz Universität Hannover untergebracht.

## Architektur

Skizze der Villa Simon von Georg Ludwig Friedrich Laves, Straßenseite, rechts Aussichtsplattform, Wintergarten und Veranda

Bei der Villa Simon handelt es sich um einen zweigeschossigen Putzbau im Rundbogenstil und im Baustil der Neorenaissance nach einem Entwurf von Christian Heinrich Tramm. Der Wintergarten des Gebäudes weist in Richtung Königsworther Platz. Darüber befindet sich eine Aussichtsplattform mit Sicht auf die Herrenhäuser Allee und in Richtung auf das Schloss Herrenhausen. Das Villengebäude ist fast unverändert erhalten und steht unter Denkmalschutz. Im Inneren ist von der ehemaligen Einrichtung nichts mehr vorhanden.

## Baugeschichte
Eduard Simon besaß in der damals noch selbständigen Ortschaft Königsworth vor dem Clevertor bei Hannover ein kleines Sommerhaus mit großem Garten am Königsworther Platz. Anstelle dieses Sommerhauses ließ sich Simon durch den Architekten Christian Heinrich Tramm 1858–1860 eine Villa im Stil der Neorenaissance errichten. Er bewohnte sie bis zu seinem Tode im Jahr 1867.
1895 erwarb Joseph Berliner, der Gründer der Deutschen Grammophon, die Villa für 153.000 Reichsmark.

## Zeit des Nationalsozialismus

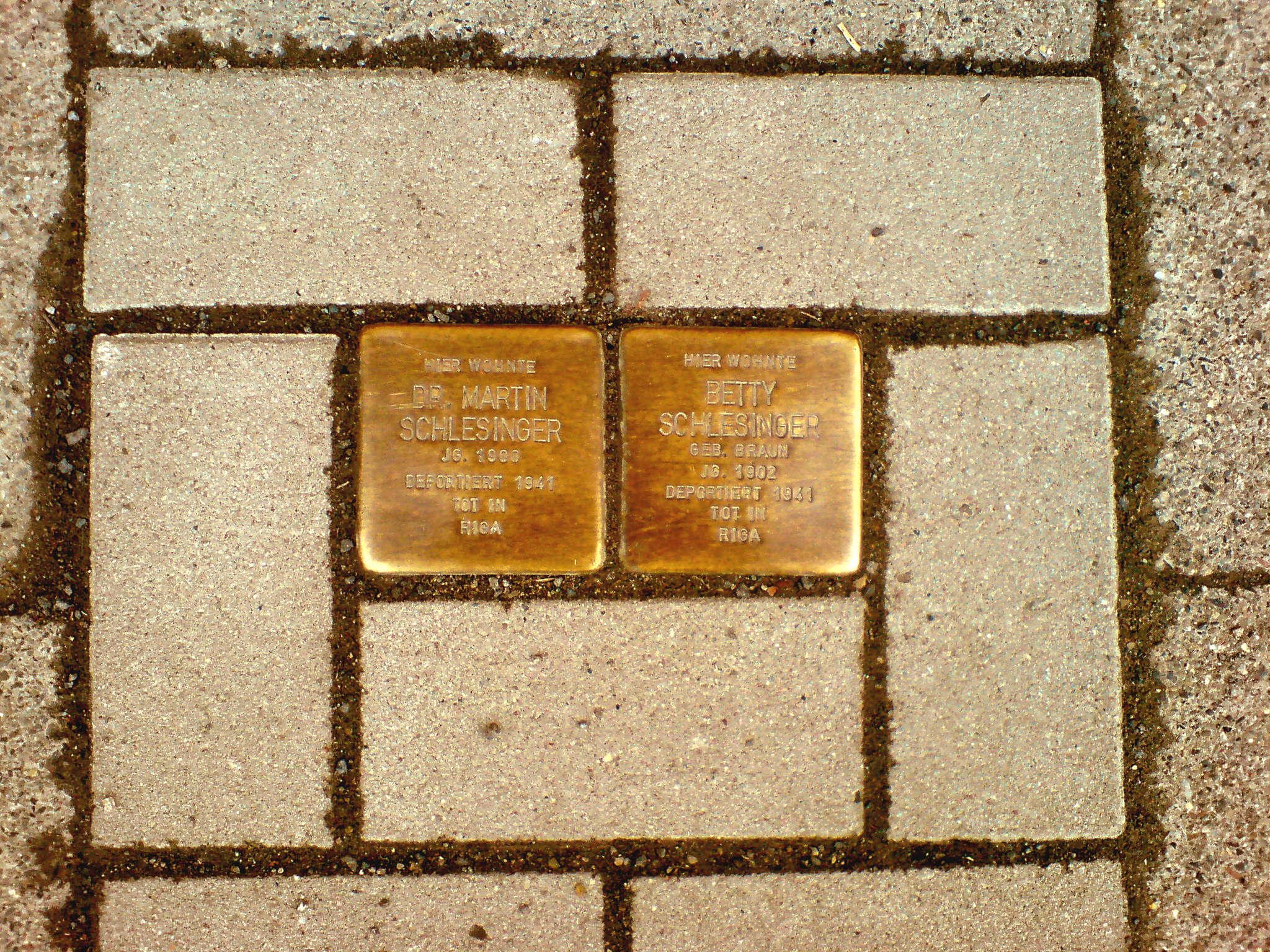
Stolpersteine für Martin und Betty Schlesinger vor der Villa Simon

Nach dem Tod ihrer Mutter Therese im August 1934 übernahm die Tochter Klara Berliner die Haushaltsführung der Villa, die sie nach dem Tod von Joseph Berliner im Mai 1938 zunächst allein bewohnte. Im September 1938 nahm sie ihre Cousine Irene Wild bei sich auf, im Oktober 1938 die Familien des ehemaligen Landgerichtsrats Martin Schlesinger und des Diplomingenieurs Leo Katz, sowie im darauffolgenden Monat Sophie Chassée, geb. de Leve, und deren Ehemann. Im Dezember 1938 nahm Klara Berliner ihre Tante Ella Berliner, geb. Stiel, und im März 1939 Carla Sara Wild in das Haus auf. Infolge des am 30. April 1939 erlassenen „Gesetzes über Mietverhältnisse mit Juden“ wurden nach dem 1. Juni 1939 vom Wohnungsamt der Stadt eine Reihe weiterer jüdischer Familien und Einzelpersonen zwangseingewiesen.
1941 beabsichtigte die Eigentümerin den Verkauf des Hauses. Die Stadt Hannover bot 95.000 Reichsmark, was den Einheitswert darstellte. Der Verkehrswert in Friedenszeiten lag etwa doppelt so hoch. Nach dem Verkauf zog Klara Berliner in ein jüdisches Altersheim in Hannover. 1943 wurde sie in das Ghetto Theresienstadt deportiert, wo sie ein halbes Jahr später verstarb. Nach dem Verkauf wies die Stadt die jüdischen Hausbewohner im Rahmen der „Aktion Lauterbacher“ in ein Judenhaus in Hannover ein. 23 der ehemaligen Bewohner wurden noch 1941 in das Ghetto Riga deportiert.
Darunter befanden sich auch Martin Schlesinger (* 1900) und seine Frau Betty (* 1902). Ihre beiden Kinder hatten sie mit einem der letzten Kindertransporte am 22. August 1939 ins britische Liverpool geschickt. 2009 wurden für das Ehepaar im Beisein ihres inzwischen 79-jährigen Sohnes von Gunter Demnig Stolpersteine vor der Villa verlegt.
Nachdem sich die Villa 1941 im Eigentum der Stadt Hannover befunden hatte, diente sie als Einrichtung für das Langemarckstudium. Das unterstrich den Einfluss der NSDAP auf die Universität.
Den Zweiten Weltkrieg überstand das Gebäude trotz der zahlreichen Bombenangriffe unbeschädigt. Nach dem Krieg befand es sich in einem verwahrlosten Zustand. Das Inventar der Villa, das einen großbürgerlichen Charakter aufwies, verschwand auf unbekannte Weise. Darunter befand sich ein Lothringer Schrank von 1770, den ein Kunsthändler dem Museum August Kestner verkaufte, wo er sich noch heute befindet.

## Nachkriegszeit

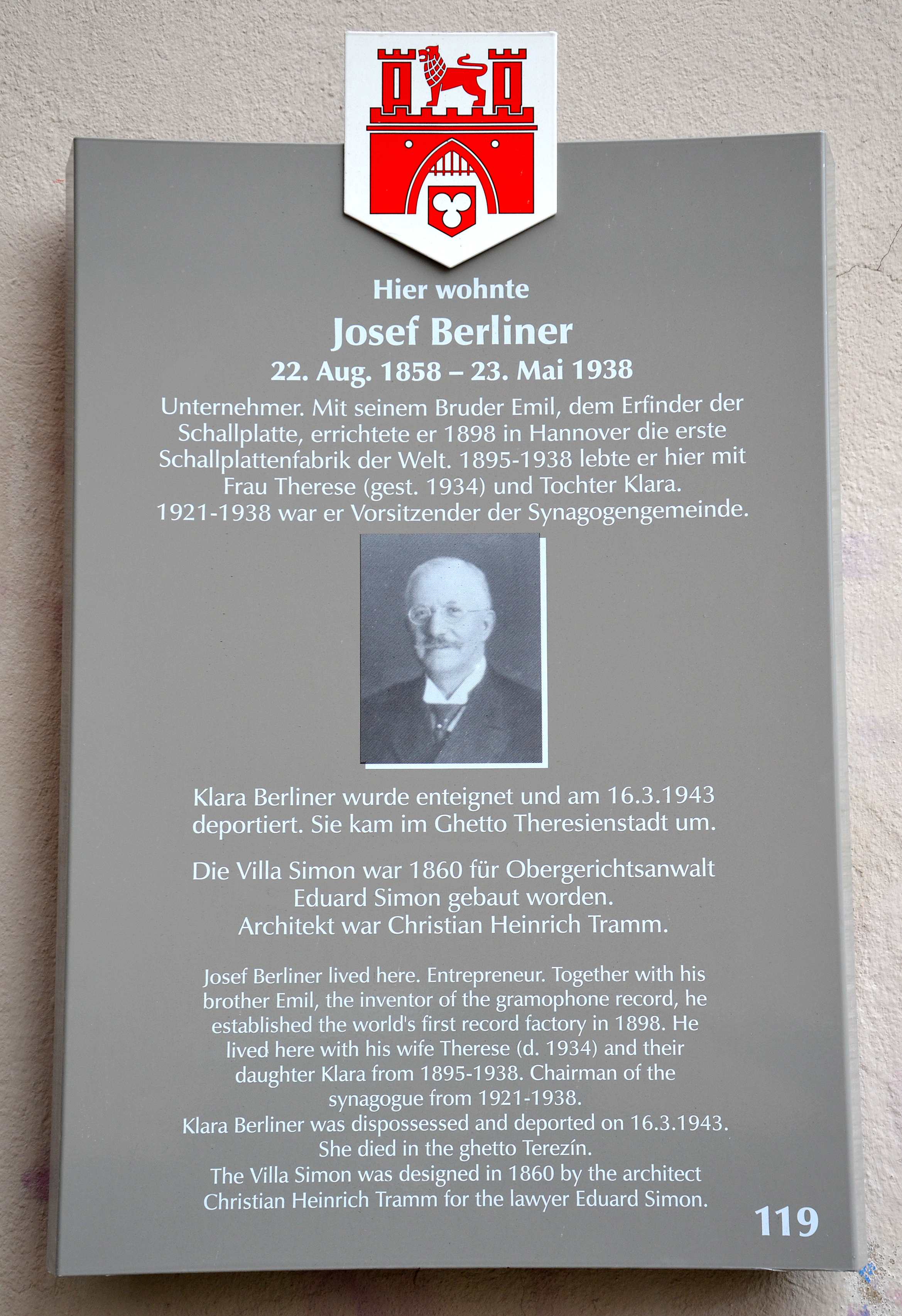
Stadttafel an der Villa Simon zum Gedenken an die Familie des Unternehmers und Vorsitzenden der Synagogengemeinde, Joseph Berliner, darunter seine Tochter Klara und sein Bruder Emil Berliner.

Obwohl die Eigentumsverhältnisse in der Nachkriegszeit nicht eindeutig waren, wurde die Villa weiter genutzt. 1945 zog eine Thermometerfabrik ein, die der Universität einige Räume überließ. Darin waren Studenten und studentische Einrichtungen untergebracht. 1947 befand sich für ein halbes Jahr ein Büroraum der KPD im Gebäude, den die Partei bei der Universität angemietet hatte. Ab 1947 wurde die Villa hauptsächlich vom Geographischen Institut der Universität genutzt, das 1966 auszog.
Parallel zur weiteren Nutzung kam es bereits 1945 zu Rückgabeansprüchen an die Stadt Hannover. Ein ehemaliger Reichsbankinspektor jüdischer Herkunft, der nach seiner Deportation ins Ghetto Theresienstadt mit Klara Berliner zusammentraf, legte ein Testament vor. Darin wurde er als Erbe des Hauses genannt.
Endgültig wurden die Eigentumsverhältnisse erst 1950 geklärt, als Angehörige der Familie Berliner in den USA ihre Erbansprüche anmeldeten. Sie fochten das Testament an und ließen es für ungültig erklären. Die Familie Berliner erhielt das Haus 1952 von der Stadt Hannover zurück. Im gleichen Jahr veräußerte sie die Villa an das Land Niedersachsen, das es der Universität Hannover überließ. In einem 1956 durchgeführten Entschädigungsverfahren zahlte das Land Niedersachsen als Gebäudeeigentümerin Schadensersatz wegen Nutzungsausfalls an die Familie Berliner.
Ende der 1950er Jahre zog der Bildhauer Kurt Lehmann als Professor der Universität Hannover mit seinem Institut für Modellieren in die Villa ein. Ab 1958 hatte auch der Professor Kurt Sohns dort seinen Institutssitz. Als Zeichner und Maler unterrichtete er Architekturstudenten. Heute ist sie Sitz des Dezernats Forschung und EU-Hochschulbüro, Technologietransfer der Gottfried Wilhelm Leibniz Universität Hannover.

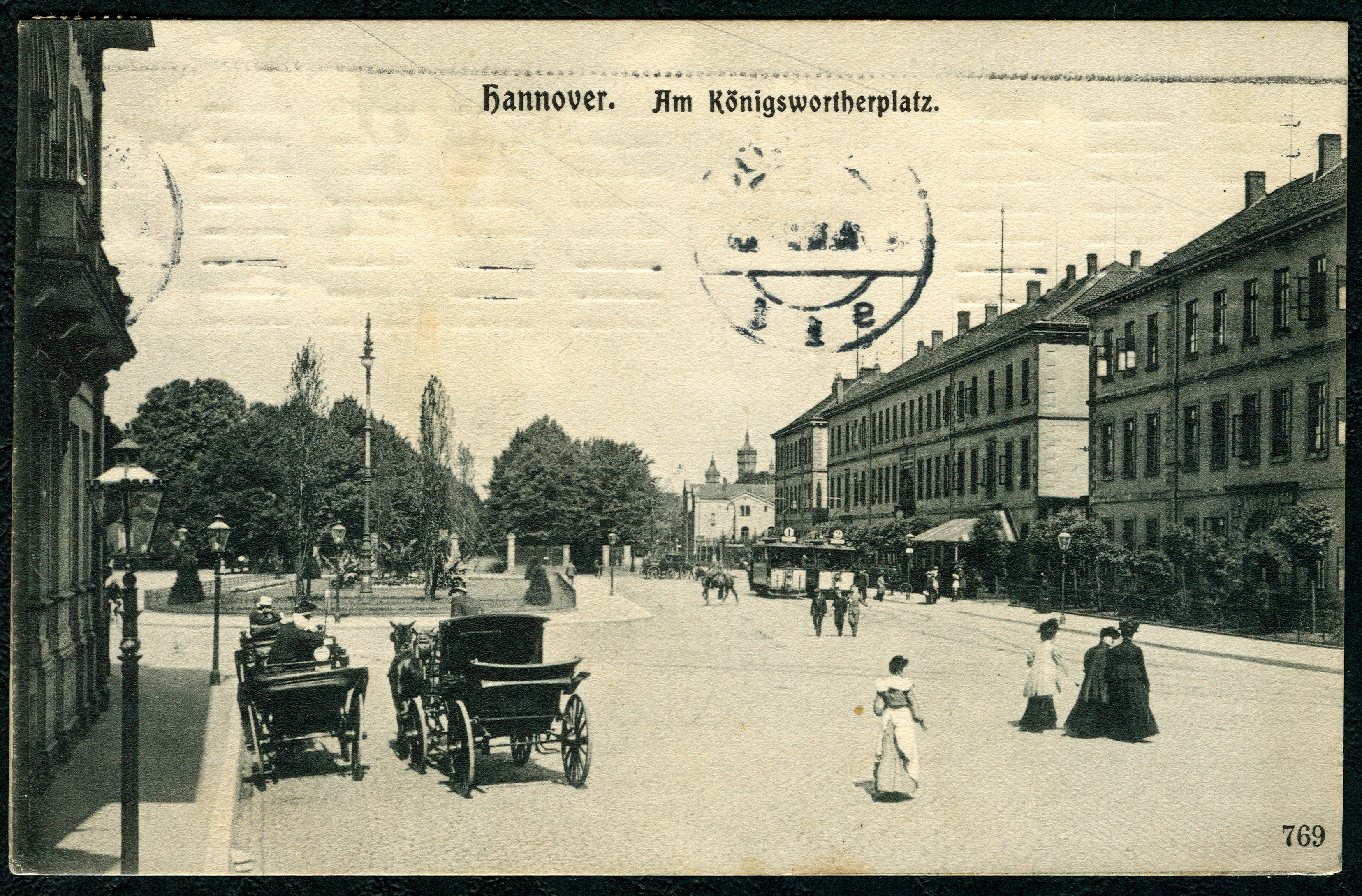
Pferdekutschen vor der Villa Simon (ganz links), Blick auf den Königsworther Platz
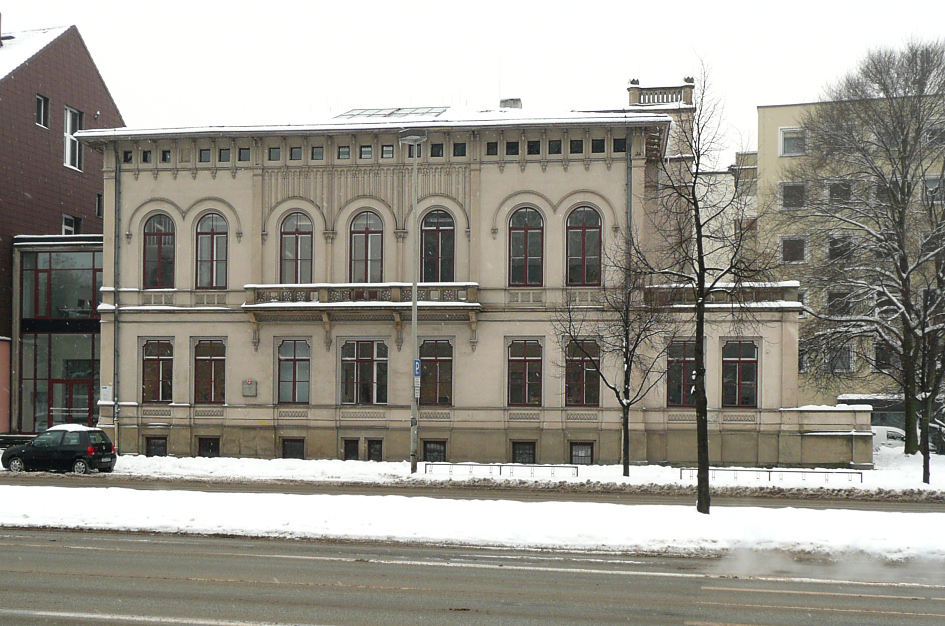
Frontansicht zur Straße
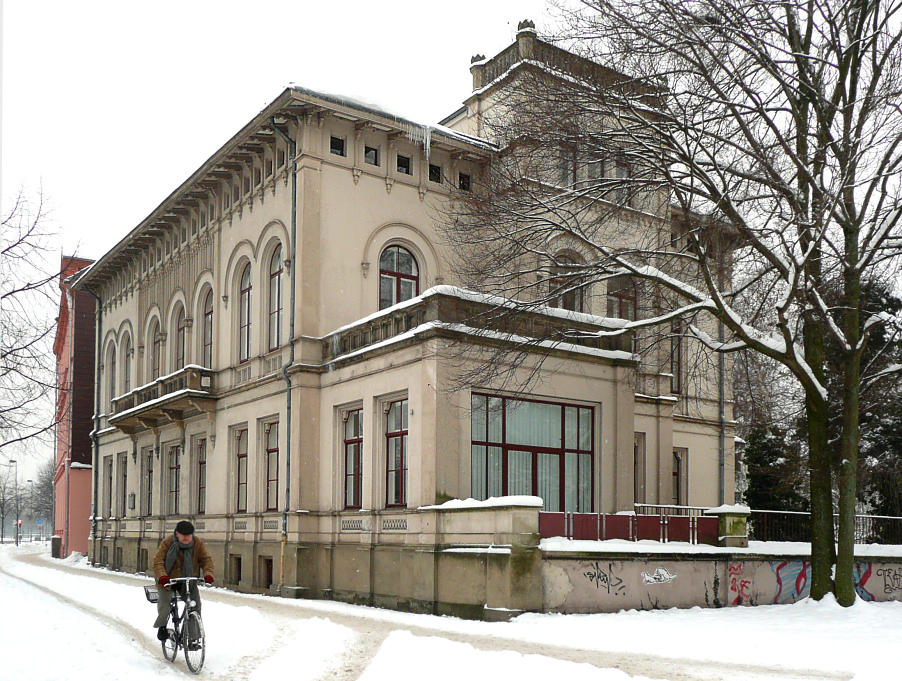
Seitenansicht mit Wintergarten
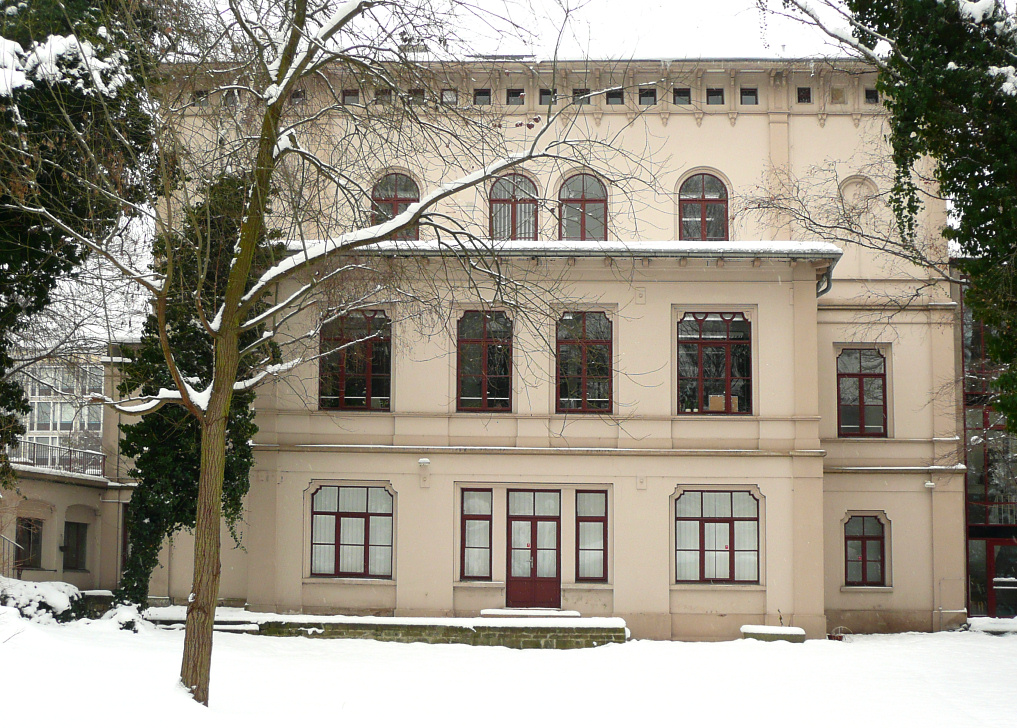
Gartenrückseite